# Municipio Mojocoya
Das Municipio Mojocoya ist ein Verwaltungsbezirk im Departamento Chuquisaca im südamerikanischen Anden-Staat Bolivien.

## Lage im Nahraum
Das Municipio Mojocoya ist eines von vier Municipios der Provinz Jaime Zudáñez und liegt im nordöstlichen Teil der Provinz. Es grenzt im Norden an das Departamento Cochabamba, im Westen an das Municipio Presto, im Südwesten an das Municipio Zudáñez, im Südosten an die Provinz Tomina und im Osten an die Provinz Belisario Boeto.
Das Municipio erstreckt sich zwischen 18° 32' und 19° 05' südlicher Breite und 64° 28' und 64° 50' westlicher Länge, es misst bis zu 50 Kilometer von Norden nach Süden und bis zu 30 Kilometer von Osten nach Westen.
Das Municipio umfasst 51 Gemeinden (localidades), der zentrale Ort des Municipios ist die Ortschaft Mojocoya mit 294 Einwohnern im zentralen Teil des Municipios, die bevölkerungsreichste Ortschaft ist Redención Pampa mit 1138 Einwohnern sieben Kilometer südlich von Mojocoya. (Volkszählung 2012)

## Geographie
Das Municipio Mojocoya liegt zwischen dem Altiplano im Westen und dem Tiefland im Osten in einem der nord-südlich verlaufenden Seitentäler der bolivianischen Cordillera Central.
Das Klima der Region ist ein ausgesprochenes Tageszeitenklima, bei dem die Temperaturunterschiede zwischen Tag und Nacht deutlicher schwanken als die Durchschnittswerte zwischen Sommer und Winter.
Die jährliche Durchschnittstemperatur liegt bei 14 °C (siehe Klimadiagramm Azurduy), die Monatswerte schwanken zwischen 10 °C im Juni/Juli und 16 °C im Dezember/Januar. Der Jahresniederschlag hat einen Wert von knapp 550 mm, mit einer Trockenzeit und monatlichen Werten unter 10 mm von Mai bis August, und Höchstwerten von 100 bis 110 mm von Dezember bis Februar.

## Bevölkerung
Die Einwohnerzahl war zwischen 1992 und 2024 deutlichen Schwankungen unterworfen:
| Jahr | Einwohner | Quelle       |
| ---- | --------- | ------------ |
| 1992 | 7874      | Volkszählung |
| 2001 | 8892      | Volkszählung |
| 2012 | 7919      | Volkszählung |
| 2024 | 8971      | Volkszählung |

Die Bevölkerungsdichte bei der letzten Volkszählung von 2024 betrug 6,8 Einwohner/km², der Alphabetisierungsgrad bei den über 6-Jährigen lag im Jahr 2012 bei 60,5 Prozent, und zwar 78,9 Prozent bei Männern und 55,1 Prozent bei Frauen. Die Lebenserwartung der Neugeborenen lag bei 60,8 Jahren, die Säuglingssterblichkeit ist von 10,3 Prozent (1992) auf 7,8 Prozent im Jahr 2001 zurückgegangen.
63,4 Prozent der Bevölkerung sprechen Spanisch, 95,9 Prozent sprechen Quechua und 0,1 Prozent Aymara. (2001)
74,0 Prozent der Bevölkerung haben keinen Zugang zu Elektrizität, 81,3 Prozent leben ohne sanitäre Einrichtung (2001).
70,8 Prozent der 1.795 Haushalte besitzen ein Radio, 12,2 Prozent einen Fernseher, 43,2 Prozent ein Fahrrad, 1,4 Prozent ein Motorrad, 2,5 Prozent ein Auto, 2,6 Prozent einen Kühlschrank, und 0,2 Prozent ein Telefon. (2001)

## Politik
Ergebnis der Regionalwahlen (concejales del municipio) vom 4. April 2010:
| Wahl- berechtigte |  | Wahl- beteiligung | gültige Stimmen |  | MAS-IPSP | M.I.M. | MSM   |
| ----------------- |  | ----------------- | --------------- |  | -------- | ------ | ----- |
| 3.140             |  | 2.814             | 2.379           |  | 1.656    | 692    | 31    |
|                   |  | 89,6 %            | 84,5 %          |  | 69,6 %   | 29,1 % | 1,3 % |

Ergebnis der Regionalwahlen (elecciones de autoridades políticas) vom 7. März 2021:
| Wahl- berechtigte |  | Wahl- beteiligung | gültige Stimmen |  | MAS-IPSP | CST     | C-A    | BSTH   | UNIDOS | MNR    |
| ----------------- |  | ----------------- | --------------- |  | -------- | ------- | ------ | ------ | ------ | ------ |
| 3.604             |  | 3.120             | 2.656           |  | 1.956    | 592     | 63     | 23     | 12     | 10     |
|                   |  | 87,48 %           | 86,82 %         |  | 73,64 %  | 22,29 % | 2,37 % | 0,87 % | 0,45 % | 0,38 % |

## Gliederung
Das Municipio Mojocoya bestand bei der Volkszählung 2012 nur aus einem Kanton und umfasste die folgenden Subkantone (vicecantones):
- 01-0303-0100-1 Vicecantón Casa Grande – 1 Gemeinde – 316 Einwohner (2001: 300 Einwohner)
- 01-0303-0100-2 Vicecantón Chiquerillos – 2 Gemeinden – 160 Einwohner (2001: 178 Einwohner)
- 01-0303-0100-3 Vicecantón Churicana – 7 Gemeinden – 274 Einwohner (2001: 273 Einwohner)
- 01-0303-0100-4 Vicecantón Astillero – 2 Gemeinden – 282 Einwohner (2001: 365 Einwohner)
- 01-0303-0100-6 Vicecantón Hornillos – 1 Gemeinde – 136 Einwohner (2001: 161 Einwohner)
- 01-0303-0100-7 Vicecantón La Abra – 1 Gemeinde – 179 Einwohner (2001: 259 Einwohner)
- 01-0303-0100-8 Vicecantón La Poza – 2 Gemeinden – 398 Einwohner (2001: 575 Einwohner)
- 01-0303-0101-0 Vicecantón Laykacota – 1 Gemeinde – 229 Einwohner (2001: 195 Einwohner)
- 01-0303-0101-2 Vicecantón Quivale – 1 Gemeinde – 323 Einwohner (2001: 309 Einwohner)
- 01-0303-0101-3 Vicecantón Ramadas – 1 Gemeinde – 121 Einwohner (2001: 120 Einwohner)
- 01-0303-0101-4 Vicecantón Rumi Cancha – 1 Gemeinde – 155 Einwohner (2001: 177 Einwohner)
- 01-0303-0101-5 Vicecantón Sacha Pampa – 1 Gemeinden – 71 Einwohner (2001: 176 Einwohner)
- 01-0303-0101-6 Vicecantón San Geronimo – 1 Gemeinde – 356 Einwohner (2001: 181 Einwohner)
- 01-0303-0101-7 Vicecantón Thaco Pujio – 1 Gemeinde – 93 Einwohner (2001: 68 Einwohner)
- 01-0303-0101-8 Vicecantón Torre Pampa – 1 Gemeinde – 137 Einwohner (2001: 193 Einwohner)
- 01-0303-0101-9 Vicecantón La Cañada – 1 Gemeinde – 418 Einwohner (2001: 259 Einwohner)
- 01-0303-0102-1 Vicecantón La Joya – 1 Gemeinde – 112 Einwohner (2001: 153 Einwohner)
- 01-0303-0102-2 Vicecantón Redención Pampa – 3 Gemeinden – 1.634 Einwohner (2001: 1.363 Einwohner)
- 01-0303-0102-3 Vicecantón Río Grande – 3 Gemeinden – 94 Einwohner (2001: 122 Einwohner)
- 01-0303-0102-4 Vicecantón San Jorge – 1 Gemeinde – 239 Einwohner (2001: 214 Einwohner)
- 01-0303-0102-5 Vicecantón San Lorenzo – 1 Gemeinde – 307 Einwohner (2001: 303 Einwohner)
- 01-0303-0102-6 Vicecantón Seripona – 1 Gemeinde – 96 Einwohner (2001: 107 Einwohner)
- 01-0303-0102-7 Vicecantón Situri – 2 Gemeinden – 175 Einwohner (2001: 132 Einwohner)
- 01-0303-0102-8 Vicecantón Tocoro – 1 Gemeinde – 108 Einwohner (2001: 206 Einwohner)
- 01-0303-0102-9 Vicecantón Trigo Loma – 3 Gemeinden – 267 Einwohner (2001: 152 Einwohner)
- 01-0303-0103-0 Vicecantón Yacambe – 1 Gemeinde – 375 Einwohner (2001: 434 Einwohner)
- 01-0303-0103-1 Vicecantón San Julián – 1 Gemeinde – 175 Einwohner (neu)
- 01-0303-0103-2 Vicecantón Curima – 1 Gemeinde – 57 Einwohner (neu)
- 01-0303-0103-3 Vicecantón Mojocoya – 1 Gemeinde – 294 Einwohner (2001: 353 Einwohner)
- 01-0303-0103-4 Vicecantón Champa Rancho – 1 Gemeinde – 90 Einwohner (neu)
- 01-0303-0103-8 Vicecantón Villa Mojocoya – 5 Gemeinden – 248 Einwohner (neu)

## Ortschaften im Municipio Mojocoya
- Redención Pampa 1966 Einw. – Quivale 323 Einw. – San Lorenzo 307 Einw. – Mojocoya 294 Einw. – Seripona 96 Einw.